# Первая Библия Карла Лысого

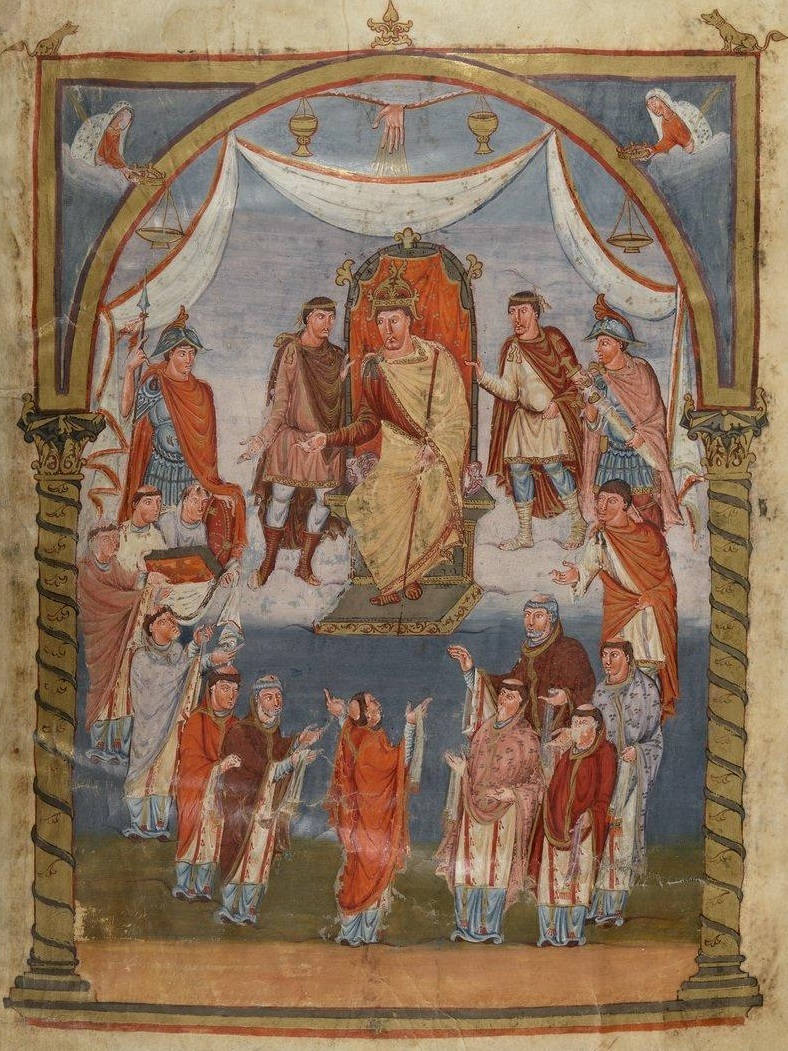
Братия турского аббатства св. Мартина преподносит Библию королю Карлу. Миниатюра на листе 423

Первая Библия Карла Лысого (фр. Première Bible de Charles le Chauve), также Вивианская Библия (фр. Bible de Vivien) — иллюминированная рукопись Библии, памятник книжного искусства Каролингского возрождения. Хранится в Национальной библиотеке Франции (каталожное обозначение MS lat. 1). В надписи на корешке обозначена как лат. Biblia Metensia — «Мецская Библия».
Кодекс был создан в 845 году в скриптории аббатства Святого Мартина в Туре по заказу графа Вивиана. Библия была преподнесена королю Карлу II Лысому во время его визита в аббатство на Рождество 845 года. Данному сюжету посвящена полностраничная миниатюра. Это одна из трёх роскошных Библий, созданных для короля.
Рукопись включает 423 листа пергамента форматом 495 × 345 мм, полный текст Вульгаты, 4 таблицы канонов, 8 полностраничных миниатюр, 87 полностраничных инициалов. В посвящении проводится мысль о важности чтения и понимания Библии для доброго правителя. Послания Иеронима и посвящения выполнены золотыми буквами унциалом по пурпурному пергаменту, прочий текст переписан в две колонки каролингским минускулом.
Предположительно, после 870 года рукопись находилась в ризнице Мецского собора. В 1675 году манускрипт оказался в библиотеке Кольбера, а после его кончины в 1683 году перешёл в королевскую библиотеку.